# 洪毅全

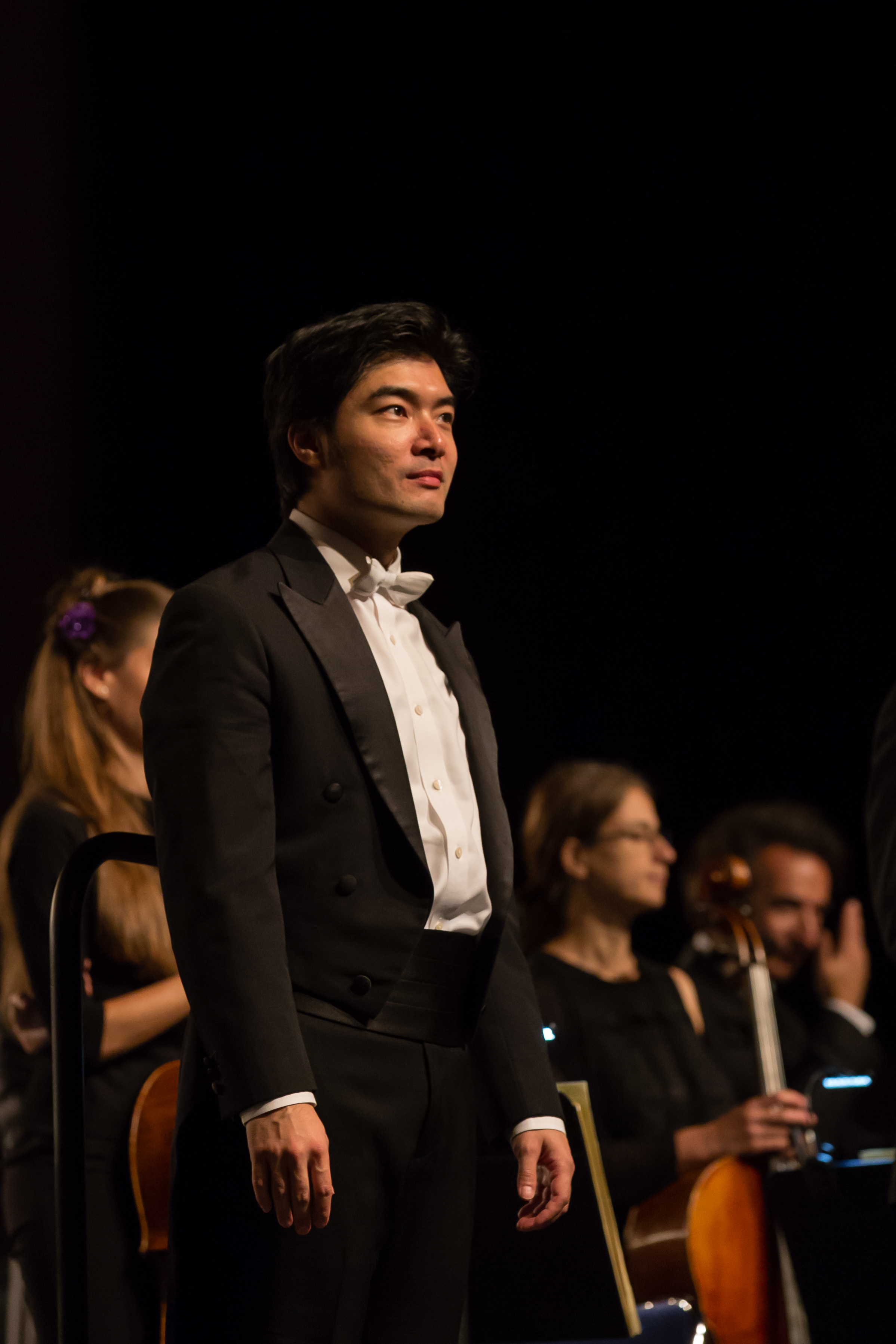
洪毅全，2014年

洪毅全（Darrell Ang，1979年11月22日—），华裔新加坡指挥家，现任四川交响乐团艺术总监及首席指挥。

## 生平
洪毅全生于新加坡，4岁即学习钢琴、小提琴，在新加坡曾师从梁榮平学习作曲，后在圣彼得堡音乐学院随列昂尼德·科尔马尔学习指挥，之后在耶鲁大学随咸信益学习。2012年至2015年，担任法国布列塔尼交响乐团音乐总监。2008年至2013年，担任新加坡交响乐团副指挥。2010年至2013年，担任新加坡国家青年华乐团音乐总监。2016年12月，担任四川交响乐团艺术总监及首席指挥。
自2015年起，洪毅全在拿索斯唱片录制了多张唱片。

## 获奖与荣誉
- 第九届安东尼•佩特罗帝指挥比赛大奖（2006年）[3]
- 第五十届法国贝桑松国际青年指挥家比赛（英语：International Besançon Competition for Young Conductors）金奖、观众评选奖、乐队评选奖（2007年）[2]
- 第八届托斯卡尼尼国际指挥家比赛金奖（2008年）[3]
- 艺术与文学骑士勋章（2015年）[4][8]

## 个人生活
洪毅全会英语、德语、法语、意大利语、俄语和汉语6种语言。